# Wang Hao (scacchista)
Wang Hao (王皓; Harbin, 4 agosto 1989) è uno scacchista cinese, Grande maestro.
Nel 2005 divenne a 16 anni il 19º Grande maestro cinese.
Nella lista Elo di aprile 2020 ottiene il suo record elo con 2.763 punti (12º al mondo e 2º nel suo Paese).

## Principali risultati
- 2002: vince la Qingdao Zhongfand Cup; in agosto vince l'oro in quarta scacchiera alle olimpiadi U-16 di Kuala Lumpur
- 2004: vince l'oro di squadra alle olimpiadi U-16 di Kozhikode, ottenendo 8/9 in prima scacchiera
- 2005: in aprile vince il forte Dubai Open con 7/9, davanti a 53 GM (di cui 13 con Elo oltre 2600) e 30 IM; in agosto vince il Dato Arthur Tan Malaysia Open di Kuala Lumpur con due punti di vantaggio sul 2º classificato (10/11 e una prestazione Elo di 2843 punti); in ottobre è =1º nello zonale di Pechino (2º dopo il play-off)
- 2007: in febbraio vince il torneo GACC dell'Università di Malaya; in settembre è secondo dopo Zhang Pengxiang al campionato asiatico individuale di Manila; in ottobre è terzo nel campionato del mondo juniores di Erevan
- 2008: in marzo vince la ventitreesima edizione del Reykjavík Open con 7/9 (davanti a 24 GM e 19 MI), con una prestazione Elo di 2721 punti; in aprile partecipa a Soči al campionato russo a squadre (col circolo 64 di Mosca), realizzando 8/11; in settembre fa parte della squadra cinese nel match Russia-Cina di Ningbo, realizzando 3,5/5 con una prestazione Elo di 2844 punti.
- 2010: in maggio vince il Bosna International tournament di Sarajevo; in giugno vince il Campionato cinese assoluto.
- 2012: in agosto vince il Torneo di Biel. Si tratta della sua prima vittoria in un Super-Torneo, ottenuta con 19 punti in dieci partite (3 punti per la vittoria, 1 per la patta), davanti a Magnus Carlsen, Anish Giri e Hikaru Nakamura, in dicembre vince a Tashkent la seconda tappa del FIDE Grand Prix 2012-2013 a pari merito con Alexander Morozevich e Sergej Karjakin.
- 2017: in maggio vince a Chengdu il Campionato asiato con 7 punti su 9, superando per spareggio il connazionale Bu Xiangzhi[3].
- 2019: in marzo vince a Ho Chi Minh il 9º HDBank International Chess Masters con 7,5/9[4]. In luglio a Danzhou giunge =5º (assieme a Vladislav Artem'ev) con 3,5 su 7 nella 10ª edizione dell'omonimo Danzhou Super Chess Grandmaster Tournament.[5] In ottobre vince a Douglas l'edizione 2019 del FIDE Grand Swiss con 8 punti su 11, superando per spareggio tecnico Fabiano Caruana[6], questo risultato gli permette di partecipare al Torneo dei candidati che si è svolto a Ekaterinburg.[7]
- 2021: Il torneo dei candidati, iniziato nel marzo 2020 e poi sospeso a causa della Pandemia di COVID-19 lo vede nell'aprile 2021 chiudere all'ultimo posto con 5 su 14,[8] in un'intervista dopo l'ultimo turno ha annunciato il suo ritiro dalle competizioni, citando problemi di salute.[9]